# آتلانتیک سیتی (فیلم ۱۹۴۴)
آتلانتیک سیتی (انگلیسی: Atlantic City) فیلمی در ژانر موزیکال است که در سال ۱۹۴۴ منتشر شد. از بازیگران آن می‌توان به کنستانس مور اشاره کرد.